# Ave Maria (Bruckner, 1856)
Anton Bruckner komponierte diese Motette am 24. Juli 1856, fünf Jahre vor dem zweiten berühmteren Ave Maria, WAB 6, als Geschenk zum Namenstag von Ignaz Traumihler, Chorleiter des Stifts St. Florian.
Die Uraufführung fand am 7. Oktober 1856 im Rahmen des Rosenkranzfestes in Sankt Florian statt.
Die Originalhandschrift ist verschollen, aber die Traumihler gewidmete Partitur wird im Archiv des Stifts St. Florian aufbewahrt. Kopien werden auch im Kloster Kremsmünster und in der Österreichischen Nationalbibliothek aufbewahrt. Die Motette wurde erstmals 1893 von Johann Groß, Innsbruck publiziert. Sie ist in Band XXI/19 der Gesamtausgabe herausgegeben.

## Musik
Die 52 Takte lange Motette in F-Dur ist besetzt mit gemischtem Chor und Sopran- und Altsolisten, Orgel und Violoncello (Continuo).

Es beginnt im Andante mit einem Fugato. Das Fugato endet auf Takt 8 (mit der von Haas sogenannten Marien-Kadenz über das Wort Maria), an die sich Bruckner u. a. im ersten Satz der Sinfonie in f-Moll und im Adagio der späteren Sinfonie Nr. 3 erinnern wird.

Im nächsten Takt singt die Altsolistin Gratia plena und im 13. Takt geht die Sopransolistin mit Benedicta tu fort. In den Takten 18–22 verlangsamt sich die Partitur zu Adagio, in dem der Chor dreimal Jesus singt. Bruckner wird dies in seinen nächsten beiden Vertonungen des Ave Maria auch dreimal wiederholen.

Der zweite Teil der Motette wird vom Chor gesungen (Takte 23–52). Die Partitur, die auf Andante zurückgeht, beginnt mit Sancta Maria, gesungen im Kanon und endet mit dem Anfang Motiv.

## Diskografie
Die Ersteinspielung vom Bruckners ersten Ave Maria hat von Hubert Günther mit der Rheinischen Singgemeinschaft um 1976 stattgefunden (LP: Granat G 40 107). Farnbergers Aufnahme mit den St. Florianer Sängerknaben, die im Stift St. Florian aufgenommen wurde, vermittelt dem Hörer einen Hauch von Authentizität.
Eine Auswahl der ca. zehn Aufnahmen:
- Martin Flämig, Dresdner Kreuzchor: Ave Maria – Anton Bruckner: Geistliche Chöre-Motets – CD: Capriccio 10 081, 1985
- Joseph Pancik, Prager Kammerchor: Anton Bruckner: Motetten / Choral-Messe – CD: Orfeo C 327 951 A, 1993
- Sigvards Klava, Lettischer Rundfunkchor: Musica Sacra – CD: Campion Records RRCD 1341, 1996
- Franz Farnberger, St. Florianer Sängerknaben: Anton Bruckner in St. Florian – Requiem und Motetten CD: Studio SM D2639 SM 44, 1997
- Dan-Olof Stenlund, Malmö Kammarkör: Bruckner: Ausgewählte Werke - CD: Malmö Kammarkör MKKCD 051, 2004
- Petr Fiala, Czech Philharmonic Choir: Anton Bruckner: Motets - CD: MDG 322 1422-2, 2006
- Erwin Ortner, Arnold Schoenberg Chor: Anton Bruckner: Tantum ergo - CD: ASC Edition 3, AusgabeD des Chores, 2008

### Anmerkung
Die Aufnahmen werden meist ohne Cello aufgeführt. Die Partitur der Solisten wird manchmal von den Paarungsstimmen des Chores gesungen.